# Кашина Гради (Верчели)
Кашина Гради је насеље у Италији у округу Верчели, региону Пијемонт.
Према процени из 2011. у насељу је живело 21 становника. Насеље се налази на надморској висини од 268 м.